# Generalkommando 55
Das Generalkommando 55 (anfangs auch als Korps „Bernhardi“ bezeichnet) war ein Großverband der Armee des Deutschen Kaiserreiches im Ersten Weltkrieg. Von Dezember 1916 bis Februar 1918 wurde das Generalkommando auch als Abschnitt Kowel bezeichnet.

## Gliederung
Es handelte sich beim Generalkommando 55 um ein Generalkommando z. b. V. (Generalkommando zur besonderen Verwendung). Diese entstanden ab 1916 und waren reine Kommandostellen, die militärischen Einheiten wurden ihm nach Bedarf zugeordnet.

## Geschichte
Während der Brussilow-Offensive war der Abschnitt der k.u.k. 4. Armee Anfang Juni 1916 überrannt worden. Russische Angriffe aus dem westlichen Styr-Brückenkopf bei Czartorysk drängten das Korps des Generals Fath zurück. Der am 6. Juni aufgestellte Gruppe „Bernhardi“ wurden das k.u.k. II. Korps, die Gruppe „Fath“, sowie das deutsche X. Armee-Korps unter General von Lüttwitz zugeteilt. Bis Mitte Juli führte die Gruppe „Bernhardi“ am Stochod erfolgreiche Gegenangriffe, welche die Front stabilisierte. Neben den geworfenen österreichisch-ungarischen Verbänden waren der übergeordneten Angriffsgruppe des Generals Marwitz die deutsche 41., 107., 108. Infanterie-Division, die Division des Generals Rusche und bayerische 11. Infanterie-Division unterstellt worden.
Anfang Oktober 1916 wurde die bisherige Gruppe „Bernhardi“ als neugebildetes Generalkommando (z. b. V.) Nr. 55 unter General der Kavallerie Friedrich von Bernhardi etatisiert. Dieses Generalkommando war als Teil der Armeegruppe „von Linsingen“ im Raum nördlich von Kowel maßgeblich an der Abwehr russischer Angriffe beteiligt, zeitweilig hatte es auch den Oberbefehl über die bis zum Pripjat-Gebiet führende k.k. Korpsgruppe Hauer. Ab dem 2. Dezember 1916 wurde das Generalkommando auch als „Abschnitt Kowel“ bezeichnet. Nach dem Waffenstillstand mit den Sowjets wurde das Generalkommando Mitte Februar 1918 an die Westfront abtransportiert.
Während der Frühjahrsoffensive war das Korps im April 1918 in Flandern an der Schlacht bei Armentières beteiligt. Im Zentrum der 6. Armee (General von Quast) eingesetzt war dem Korps beim „Georgette-Angriff“ die 1. und 8. Bayerischen Reserve-Division unterstellt. Dahinter im zweiten Treffen stand die 8. und 16. Infanterie-Division. Zusammen mit dem XIX. Armee-Korps (Gruppe Carlowitz) gelang der Durchbruch im Abschnitt der 2. portugiesischen Division und am 10. April die Einnahme von Estaires.
Im Oktober 1918 umfasste das Korps folgende Einheiten:
- 38. Infanterie-Division
- 5. Königlich Bayerische Division
- 12. Königlich Bayerische Division
- Teile der 4. Ersatz-Division
- 9. Reserve-Division

Nach dem Waffenstillstand von Compiègne wurde die Demobilisierung des Generalkommandos am 23. November 1918 durchgeführt.

## Kommandierender General
| Dienstgrad             | Name                    | Datum                             |
| ---------------------- | ----------------------- | --------------------------------- |
| General der Kavallerie | Friedrich von Bernhardi | 1. Oktober 1916 bis November 1918 |